# Roberto Tobe
Roberto Tobe Belope, simplemente conocido como Tobe (Madrid, España, 14 de julio de 1984) es un jugador de fútbol sala hispano-ecuatoguineano, que juega como cierre en La Nucía Futbol Sala.
Es el capitán de la selección de fútbol sala de Guinea Ecuatorial.

## Trayectoria profesional
| Club                 | País       | Año             |
| -------------------- | ---------- | --------------- |
| Rayo Lorea           | España     | 2000-2002       |
| CD Leganés FS        | España     | 2002-2003       |
| Algaraba Olías       | España     | 2003-2004       |
| Caja Segovia         | España     | 2004-2012       |
| Inter Movistar       | España     | 2012-2014       |
| Baku United          | Inglaterra | 2014-2015       |
| Carlisport Cogianco  | Italia     | 2015-2016       |
| Luparense C5         | Italia     | 2016-2017       |
| Peñíscola RehabMedic | España     | 2017-2018       |
| Luparense C5         | Italia     | 2017-2018       |
| Thai Son Nam         | Vietnam    | 2017-2018       |
| Real Betis FS        | España     | 2018-2019       |
| La Nucía FS          | España     | 2020-actualidad |

## Palmarés
| Título                    | Club           | País   | Año  |
| ------------------------- | -------------- | ------ | ---- |
| Primera División Española | Inter Movistar | España | 2014 |
| Copa de España            | Inter Movistar | España | 2014 |
| Serie A                   | Luparense C5   | Italia | 2017 |